# Channel 4 News
O Channel 4 News é o principal telejornal transmitido pelo canal britânico Channel 4. O programa é apresentado por Jon Snow, Krishnan Guru-Murthy, Cathy Newman e Matt Frei exibido de segunda a sexta-feira das 19H00–19H55, e às vezes variando nos finais de semana. Alex Thomson é o principal correspondente. Ben de Pear é desde julho de 2012 editor-chefe do Channel 4 News.
Channel 4 News está entre os programas de televisão de maior audiência no Reino Unido, e um dos mais premiados, ganhando entre outro prêmios, um BAFTA Awards de melhor cobertura jornalista em 2004, e um Emmy Internacional de melhor programa de notícias produzido e exibido fora dos Estados Unidos em 2014.

## Produções atuais

### Channel 4 News
Channel 4 News é o nome do premiado programa noticioso noturno da Channel 4.
O editor é Ben de Pear, nomeado em julho de 2012. O programa é apresentado por Jon Snow, Krishnan Guru-Murthy, Cathy Newman e Matt Frei e vai para o ar de segunda a quinta das 19h às 19h55, sexta-feira das 19h às 19h30 e em horários variados nos finais de semana. Alex Thomson é o correspondente-chefe.
Em novembro de 2011, Liam Dutton tornou-se o primeiro apresentador da meteorologia do Channel 4, juntando-se da BBC Weather.

### Channel 4 News Summary
Como substituto para o Channel 4 News at Noon, o Channel 4 News Summary estreou e transmitido pela primeira vez a 21 de dezembro de 2009. O programa fornece um resumo de 5 minutos das notícias.

## Ex produções

### Channel Four News at Noon
O Channel Four News at Noon foi transmitido pela primeira vez em 2003 durante a Guerra do Iraque, e devido ao seu sucesso instantâneo, foi mantido no horário diurno da Channel 4. Era apresentado por Krishnan Guru-Murthy. Antes deste boletim, o programa transmitido no horário era Powerhouse, um programa de notícias políticas, também produzido para o Channel 4 pela ITN. Como consequência da desaceleração da publicidade durante a recessão de 2009, o programa foi cancelado, junto com o More4 News e substituído pelo Channel 4 News Summary de cinco minutos, com a sua última transmissão exibida a 18 de dezembro de 2009.

### More4 News
Exibido de segunda a sexta-feira no canal irmão More4, More4 News era apresentado por Sarah Smith e depois por Kylie Morris, que durava 30 minutos, com o objetivo de aprofundar um determinado assunto. Como consequência da desaceleração da publicidade durante a recessão de 2009, o programa foi cancelado, junto com o Channel Four News at Noon, com a sua última transmissão a 18 de dezembro de 2009.